# Eteryfikacja
Eteryfikacja – reakcja chemiczna, w wyniku której z alkoholu tworzy się eter. Typową reakcją eteryfikacji jest reakcja alkoholu z chlorkiem alkilu, np. w celu otrzymania eteru koronowego. 
Eteryfikacja może być także wykorzystana do wprowadzenia grupy ochronnej zabezpieczającej grupę hydroksylową związku wielofunkcyjnego podczas dalszych transformacji związku. Przykładowe eterowe grupy ochronne to grupa benzylowa lub trytylowa.